# Водица Успења Богородице у Стапару
Водица Успења Богородице у Стапару налази се на територији општине Сомбор, у атару Стапара, у Западнобачком округу. Водица у Стапару је саграђена 1864. године на месту старе из прве половине 18. века. Водица Успења Богородице у Стапару утврђена је за споменик културе.

## Историјат
Водица Успења Богородице је саграђена на старијем култном месту крај некадашње реке Мостонге (канал Дунав-Тиса-Дунав), тако што су поред првобитне капеле од плетера досељени Стапарци који су основали данашње село половином 18. века, подигли репрезентативну капелу у стилу неоготике 1864. године.
Првобитна капела је срушена и по узору на њу саграђена нова од чврстог материјала.

## О здању
Водица Успења Богородице у Стапару се састоји из две капеле (мале и велике), бунара и крста.
Градили су је сомборски предузимачи Венцел Урлих и Георг Проколо на основу сагласности који су добили од тадашњег сомборског проте Георгија Бранковића, стапарских свештеника Јована Поповића и Николаја Момировића и више чланова црквеног одбора.
Мала капела је висока два метра. Покривена је лименим кровом. У њеној унутрашњости није било олтара, него само црквени сто, док су поред зидова поређане иконице.
Велика капела је једнобродна грађевина са полукружном олтарском апсидом, зидана опеком. Изнад улаза је торањ четвороугаоне основе са по једним израженим лучним прозором.
Торањ се завршава куполом са јабуком и крстом на врху. По два прозора су на бочним странама, односно три у апсиди. Капела је украшена скромном декорацијом.
Једноставност капеле се огледа и у њеноном унутрашњем изгледу. Под је пополочан каменим плочама. Зидови и таваница су обојени у плаво. 
У врху иконостаса је постављено "Распеће Христово".
Недалеко од капеле је бунар. Бунар је кружног облика, озидан опеком. Кров је четворосливни и ослања се на четвороугаоне стубове од опеке.
На Водицу је народ долазио на службу сваке недеље, и уочи већих празника ту се одржавали велики народни сабори.
Као сакрална целина у којој се преплићу канонска и народна религијска схватања, Водица сведочи о времену оснивања Стапара. Изражава битне фазе у архитектонском развоју ових култних места.

## Здање данас
Водица Успења Богородице у Стапару је утврђена за споменик културе. Житељи Стапара током августа месеца прослављају празник Успења Пресвете Богородице светом Литургијом у Световаведењском храму у Стапару као и у стапарској Водици.